# Missing numbers

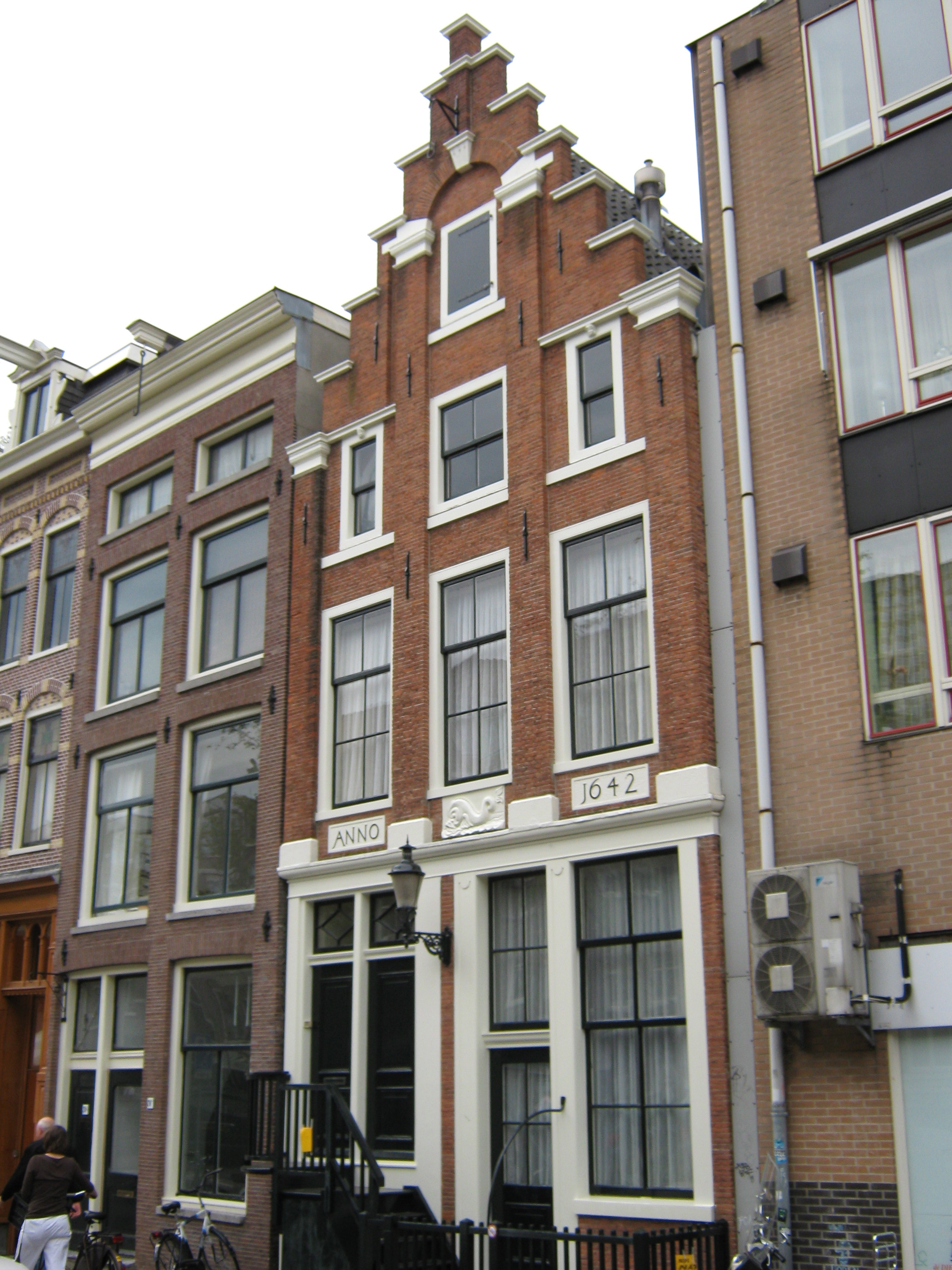
Westerstraat 54 met Dolfijn (2011)

Missing numbers is een artistiek kunstwerk in Amsterdam-Centrum.

## Dolfijngang
Er lag hier eeuwenlang een zogenaamde gang (Dolfijngang/Dolphijngang) naar woningen op een binnenterrein. Deze gang is vernoemd naar de dolfijn die afgebeeld staat middels een gevelsteen op huisnummer 54 aan de Westerstraat (of andersom). Die gang begon in het souterrain van huisnummer 54. Ook in de 21e eeuw is dat nog enigszins terug te vinden; het souterrain heeft dan nog een aparte ingang onder het bordes. Een van de woningen (66) had een gevelsteen met tekst: 
Pieter·Heindrick·Swart
Jan·Symensz·Leÿenaar
Crijn·Jaspers·Beeldhouwer
Coert Jansz·Bris
int·jaer·1660
De woningen werden gedurende 1960/1961 gesloopt en de gang werd dichtgemaakt. Dit gebeurde overigens met meerdere gangen leidend naar de Westerstaat, een straat die ooit begonnen is als gracht. Een aantal is echter ook bewaard gebleven zoals de Bonte Koegang bij huisnummer 24-26.

## Missing numbers
Stadskunstenaar Street Art Frankey is werkzaam in de 21e eeuw en maakt kleine kunstwerkjes die het (soms) saaie straatbeeld moet opvrolijken. Die kunstwerkjes zijn soms zo klein dat ze niet opvallen, een ander euvel is dat ze de neiging hebben net zo snel te verdwijnen als dat ze geplaatst zijn. Het viel de kunstenaar op dat hier tussen huisnummers 54 en 70 een aantal huisnummers ontbrak, maar dat er tegelijkertijd een nauwe kier tussen beide panden zit. Hij vulde dit op met miniwoninkjes van circa 10 cm hoog en breed. Het is een van de kunstwerken, die een langere periode zichtbaar zijn, want het is voor 2013 geplaatst (het is in 2013 gefotografeerd). Ook in oktober 2020 is het kunstwerk te zien. 
De huisjes haalden Tripadvisor.